# Bretagne (1855)
Pour les autres navires du même nom, voir Bretagne (navire).
La Bretagne est un vaisseau rapide mixte de 130 canons à trois ponts inspiré du Napoléon, mais conçu par l'ingénieur polytechnicien Jules Marielle (1817-1897) et lancé en 1855. La décision de le motoriser a été prise après la mise sur cale. Il est seul de son type. La machine de 1 200 CV comprenait un « appareil évaporatoire » de huit corps de chaudières à cinq fourneaux chacun, et qui permettait de filer 13,5 nœuds (25 km/h) environ avec de bons chauffeurs. Il consommait 150 tonnes de charbon par 24 heures. L'hélice à deux ailes doubles pouvait être remontée afin de ne pas gêner la marche à la voile. La machine était composée de deux cylindres.
Le vaisseau est retiré du service actif de la flotte en 1866 pour servir de caserne, puis de navire-école aux novices et apprentis marins en rade de Brest. Il sera définitivement condamné en 1879 avant d'être démantelé l'année suivante.

## Genèse du projet
La construction de la Bretagne a suivi un parcours pour le moins chaotique, puisque ce navire n'est lui-même qu'un remaniement d'un projet de vaisseau déjà remanié de la classe dite « Bretagne », une classe avortée du type Océan « amélioré » avec un maître-bau initialement porté à 16,64 mètres.

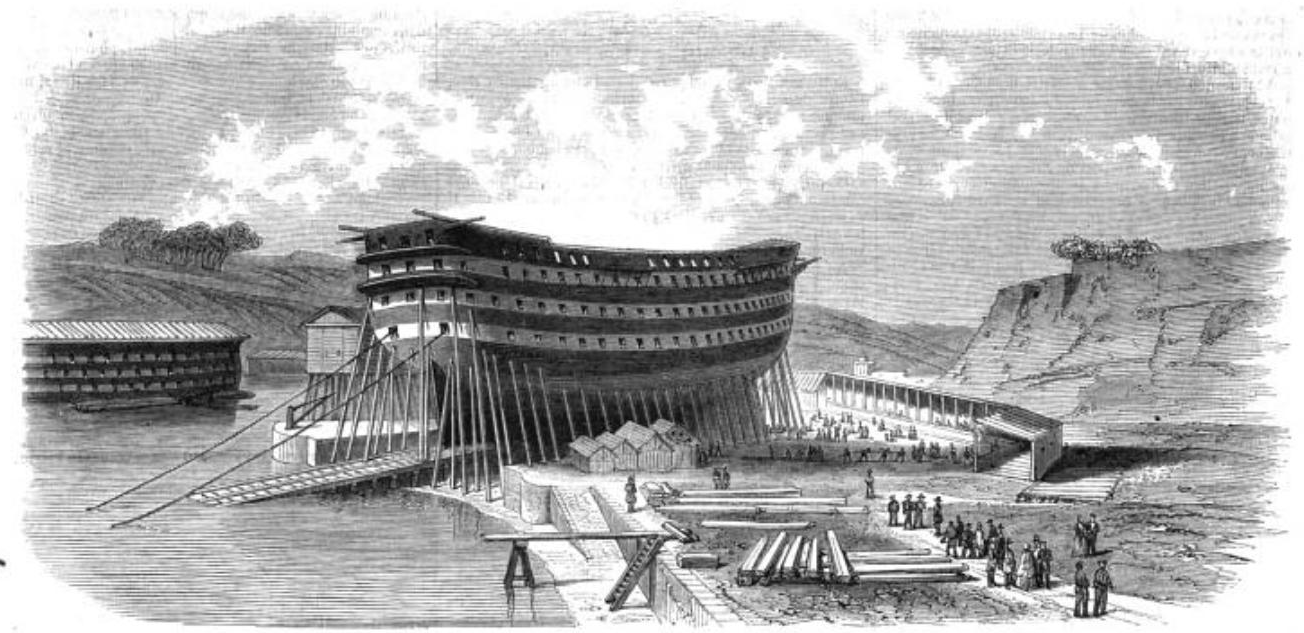
La Bretagne en chantier dans l'arsenal de Brest, gravure de L'Illustration

La construction d'un nouveau trois-ponts nommé Terrible devait débuter en 1849 à Brest, mais fut annulée dès 1848 pour cause de réduction de budget. Deux navires, la Bretagne à Brest et le Desaix à Cherbourg, devaient voir leur construction commencée en 1850, et furent finalement commandés le 15 mars 1851. La piètre performance du Valmy lors de ses essais incita la Marine à revenir aux plans classiques de Sané pour trois-ponts avec un minimum de modifications pour ces navires. Ces modifications, entreprises dans la seconde moitié de l'année 1851 par De Gasté pour la Bretagne et Forquenot pour le Desaix furent limitées à une réduction de 20 cm du frégatage et à une légère augmentation du maître-bau, mesures justifiée par le fait que les derniers navires de la classe Océan améliorée avaient également subit un élargissement similaire de l'ordre de 23 cm.
Une proposition pour l'incorporation de machines à vapeur de 160 CV portant la vitesse à 4,5 nœuds fut rejetée pour éviter tout compromis avec les plans de Sané. Toute propulsion ne devait être ajoutée que plus tard si jugé nécessaire. La quille de la Bretagne d'alors fut posée le 4 août 1851, et celle du Desaix devait suivre le 27 octobre.
Le 17 juin 1852, le ministère de la Marine suspendit la construction des deux navires et demanda aux arsenaux de fournir des plans pour un rallongement de 3,43 mètres et l'ajout de machines de 540 CV.
Brest proposa un plan en septembre 1852, mais dans le même temps le Napoléon achevait sa brillante campagne d'essais. Le ministère opta alors pour des vaisseaux rapides et annula la construction des deux navires le 10 septembre 1852. Les arsenaux de Brest reçurent l'ordre de préparer des plans en vue de la « conversion » du navire à voile en vaisseau rapide à vapeur sur le modèle du Napoléon en réutilisant un maximum de pièces déjà préparées. La Bretagne était alors aux 3/24e complète lorsqu'elle fut démantelée et remplacée en bassin par le navire du même nom, considéré alors officiellement comme une simple refonte. Les plans de l'ingénieur Marielle furent approuvés en décembre 1852 et la machine à vapeur fut commandée vers la même époque. Le Desaix lui était à peine commencé (un dixième de 24e) lorsqu'il fut abandonné, et le navire rapide Arcole de 90 canons fut commandé à sa place.

## Description générale

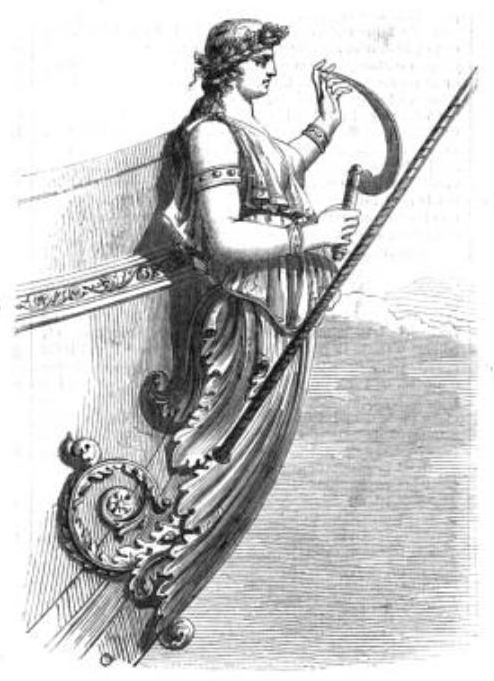
La figure de proue représentant Velléda, grande prêtresse des Bretons

Le lancement eut lieu à Brest le 17 février 1855, où malgré une température de 2 °C, une neige abondante et un vent violent, un immense concours de population assista à la mise à l'eau.
La longueur de la carène à la flottaison en charge, en dehors des bordages, est de 81 mètres ; la largeur de 18,08 mètres, c'est-à-dire 8 mètres de plus que le Napoléon en longueur et 2 mètres de plus en largeur, le tout pour un volume approchant les 20 000 m3. Depuis les baux du premier pont, au milieu du vaisseau, jusqu'au-dessous de la quille, on compte un creux de 8,35 mètres. L'appareil moteur a été construit à l'établissement de la marine impériale d'Indret.
La coque est renforcée contre les efforts de flexion et de cisaillement horizontal par un réseau de lattes disposées en treillis sur les membrures, système inventé en 1800 par Robert Seppings, inspecteur de marine de la Royal Navy.
L'artillerie de la Bretagne, répartie dans les trois batteries et sur les gaillards, se compose de 130 bouches à feu des plus puissants calibres. En effet, la batterie basse est dotée de canons de 36 livres, et non pas de 30 livres dits « longs » comme le prévoit pourtant la standardisation des calibres sur les autres trois-ponts. Comme sur le Napoléon, la poupe est arrondie pour une plus grande résistance et est percée de sabords d'arcasse. Le nombre total des sabords du travers, de chasse, de retraite et de hanche s'élève à 180, mais ne sont pas tous munis de canons, bien que ces derniers puissent être déplacés en fonction des besoins. Par exemple, le nombre des sabords du travers étant de 80, si le vaisseau avait à se battre d'un bord unique, comme cela aurait lieu à l'ancre ou embossé contre des forts, il pourrait concentrer sur le point attaqué le feu de 80 canons.

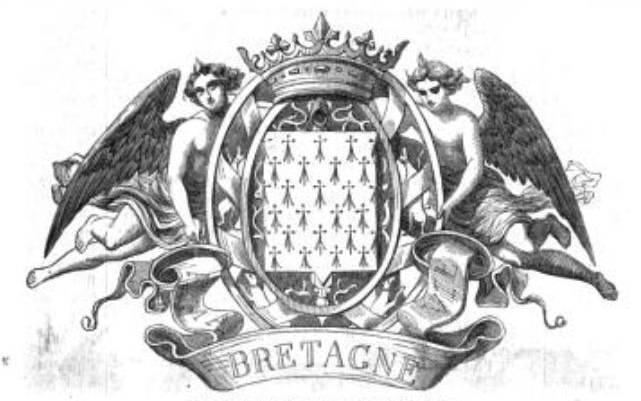
Armoiries sur le tableau arrière

La machine à vapeur fournit une puissance nominale de 1 200 chevaux, et jusqu'à 3 327 CV en puissance indiquée ; le diamètre de l'hélice, qui est à quatre branches, est de 6,30 mètres, mais n'occupe cependant, par la disposition spéciale de ces branches, qu'une largeur très restreinte, de sorte que le puits pratiqué à l'arrière du vaisseau pour le remontage du propulseur a seulement 1,30 mètre de large. Le générateur se compose de huit corps de chaudières, à six foyers chacun et d'un arbre à connexion directe. Son chargement de combustible est de quatorze jours pour une vitesse de 10 nœuds, et de six jours pour sa plus grande vitesse, qui est de quatorze nœuds. La longueur de l'emplacement occupé dans la cale par tous ces appareils est de 30 mètres.
Le vaisseau emporte 590 tonnes de charbon, des approvisionnements pour trois mois ainsi qu'un mois d'eau pour 1 200 hommes, et est pourvu en outre d'un appareil distillatoire. Son autonomie est de 40 jours à la mer.
Le sujet choisi pour la guibre (avant du navire) est la figure de Velléda, représentée la faucille en main, et le front ceint d'une couronne de chêne.
À l'arrière du vaisseau, sur le tableau, sont les armes de la Bretagne, soutenues par deux génies, les ailes déployées ; au-dessous, le nom du navire est inscrit sur une banderole contournée. Le navire est peint dans les couleurs austères des marines du XIXe siècle, avec les lignes de sabords en blanc, les préceintes en noir et les œuvres vives en rouge cuivre. De même, le style de l'époque s'y remarque aussi par l'absence de herpes et jotteraux qui flanquaient autrefois l'éperon à la proue.
Telle que construite, la Bretagne s'avéra plus lourde que prévu, le déplacement initial étant de 6 466 tonnes pour un tirant d'eau moyen de 8,20 mètres alors que celui-ci atteignait en fait 9 mètres à l'arrière, un chiffre tout à fait comparable aux plus gros navires de guerre actuels.
Par conséquent, la hauteur de la batterie basse au-dessus de l'eau n'était plus que de 145 cm au lieu des 175 cm anticipés.

## Armement
À l'origine

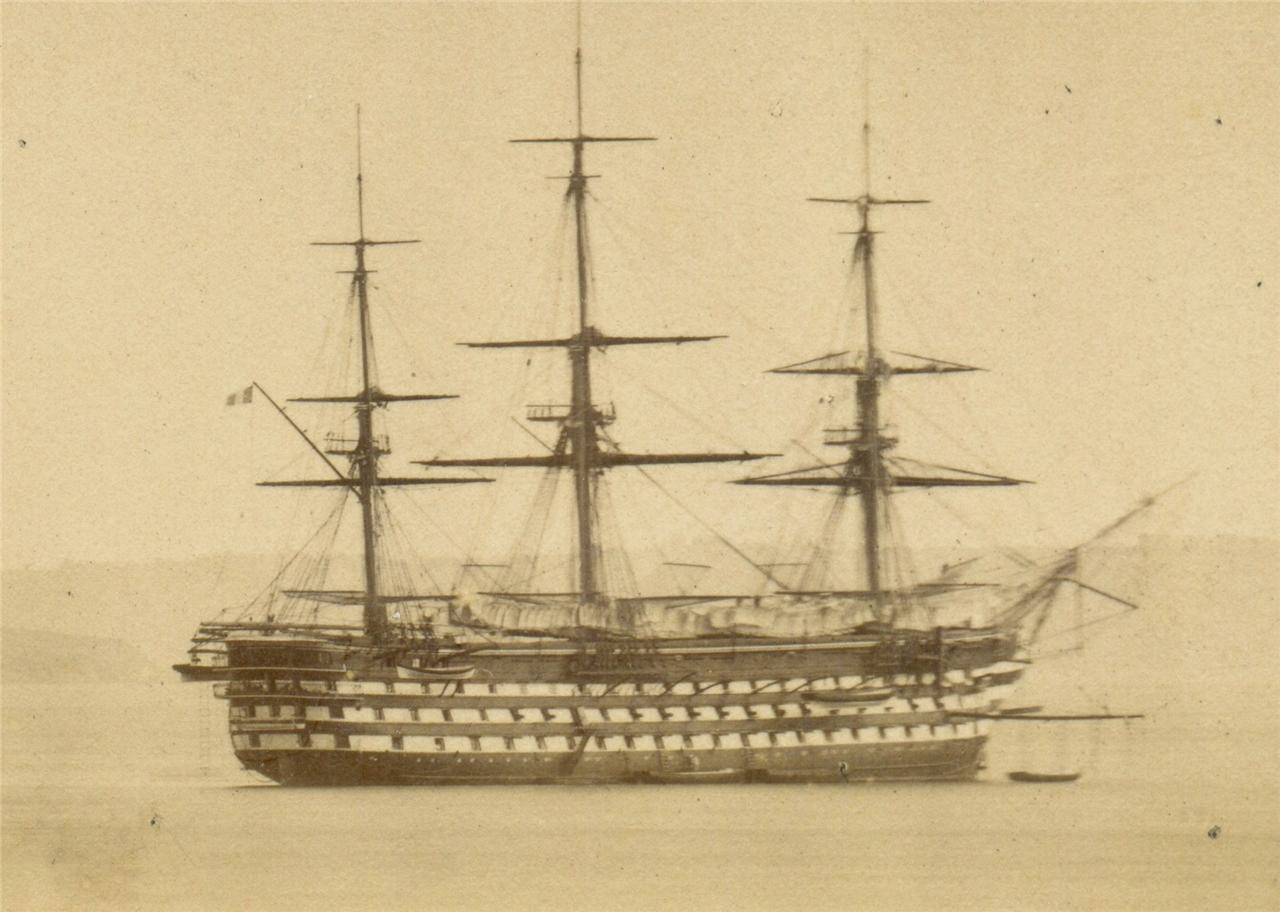
Daguerréotype de la Bretagne à Brest en 1860

- Batterie basse : 18 canons de 36 livres; 18 canons-obusiers de 80 livres (calibre 22,33 cm et pesant 3 636 kg)
- Batterie moyenne : 18 canons de 30 livres courts ; 18 canons-obusiers de 80 livres
- Batterie haute : 38 canons-obusier de 30 livres.
- Gaillards : 2 canons de 50 livres et 18 caronades de 30 livres.

Soit un total de 130 canons à l'origine, capables d'envoyer une bordée de 2 924 livres, soit plus de 1 431 kg.
Armement en 1869
- Batterie basse : 2 canons rayés de 19 cm
- Batterie moyenne : 16 canons de 30 no 2, 4 canons rayés de 16 cm mod. 1864, 8 canons rayés de 16 cm modifiés 1860 ou 1862, 2 canons rayés de 16 cm se chargeant par la bouche, 2 canons de 14 cm
- Sur le pont : 2 canons de 12 cm en bronze

## Carrière
Complétée deux ans après son homologue britannique le HMS Duke of Wellington, auquel elle ravit le titre de plus puissant navire du monde, la Bretagne arriva néanmoins trop tard pour servir pendant la guerre de Crimée qui était virtuellement finie après la prise de Kinburn en octobre 1855. Affectée en janvier 1856 à Toulon comme bâtiment amiral de l'escadre de la Méditerranée, elle se rendit néanmoins en mer Noire pour participer aux derniers mois de la guerre, laquelle se terminera définitivement en juillet, où elle servit entre autres à rapatrier le corps expéditionnaire français. Le vaisseau est ensuite intégré à l'escadre d'évolution de Toulon, et croise entre la Sardaigne et l'Espagne.

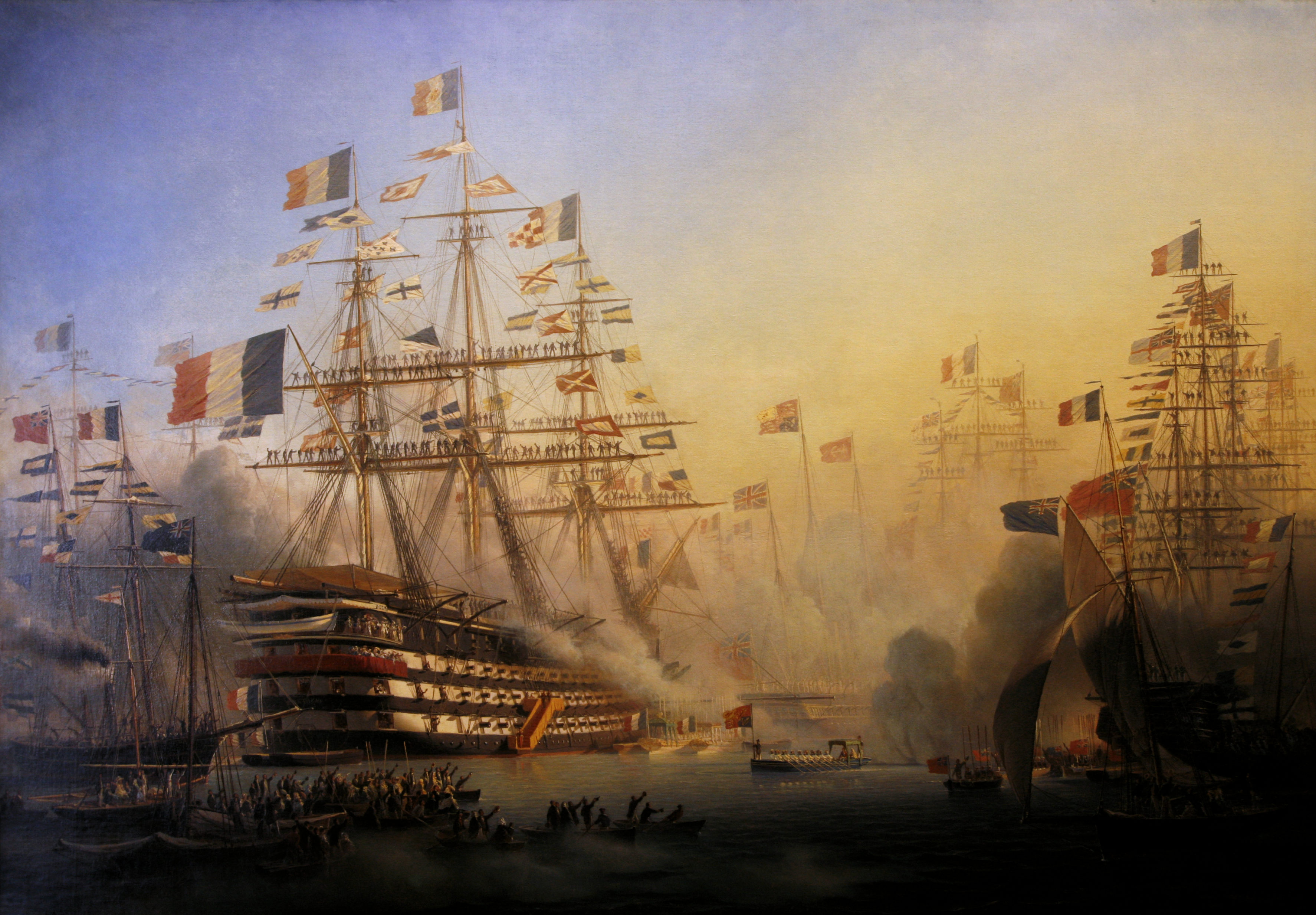
Napoléon III recevant à bord du vaisseau La Bretagne la reine d'Angleterre, le 6 août 1858, dans le port de Cherbourg, par Léon Morel-Fatio, 1859 (Musée national de la Marine).

La Bretagne servit à la réception de la reine Victoria par Napoléon III en rade de Cherbourg le 5 août 1858, en qualité de navire amiral. Napoléon III tenait à montrer aux Britanniques que ses récentes transformations de la base navale de Cherbourg ne devaient pas constituer une menace pour le Royaume-Uni. Pour ce faire, l'Empereur avait donc invité la reine britannique, le prince Albert ainsi que de nombreuses personnalités de marque anglaises à venir inspecter les travaux accomplis comme gage de confiance. La visite eut l'effet inverse de celui escompté. Outre les maladresses de l'hôte français telles que l'inauguration d'une statue équestre de Napoléon Ier, l'agacement des Anglais fut exacerbé par l'impression de supériorité de la Marine française, et la délégation rentra à Londres fort irritée. À la suite du départ précipité de cette dernière, la Bretagne gagna Brest avec à son bord le couple impérial qui poursuivait son voyage officiel.
Par la suite, le vaisseau multiplie les croisières vers l'Italie qui connaît alors sa deuxième guerre d'indépendance, pour y transporter des troupes. Plus tard, en mission devant les côtes du Maroc, la Bretagne canonne les forts de la rivière Tétouan, où elle reçoit un boulet dans la coque. Elle retraverse la Méditerranée en 1860 avant de repartir pour la rade de Naples où elle assiste au service funèbre du prince Jérôme Napoléon.

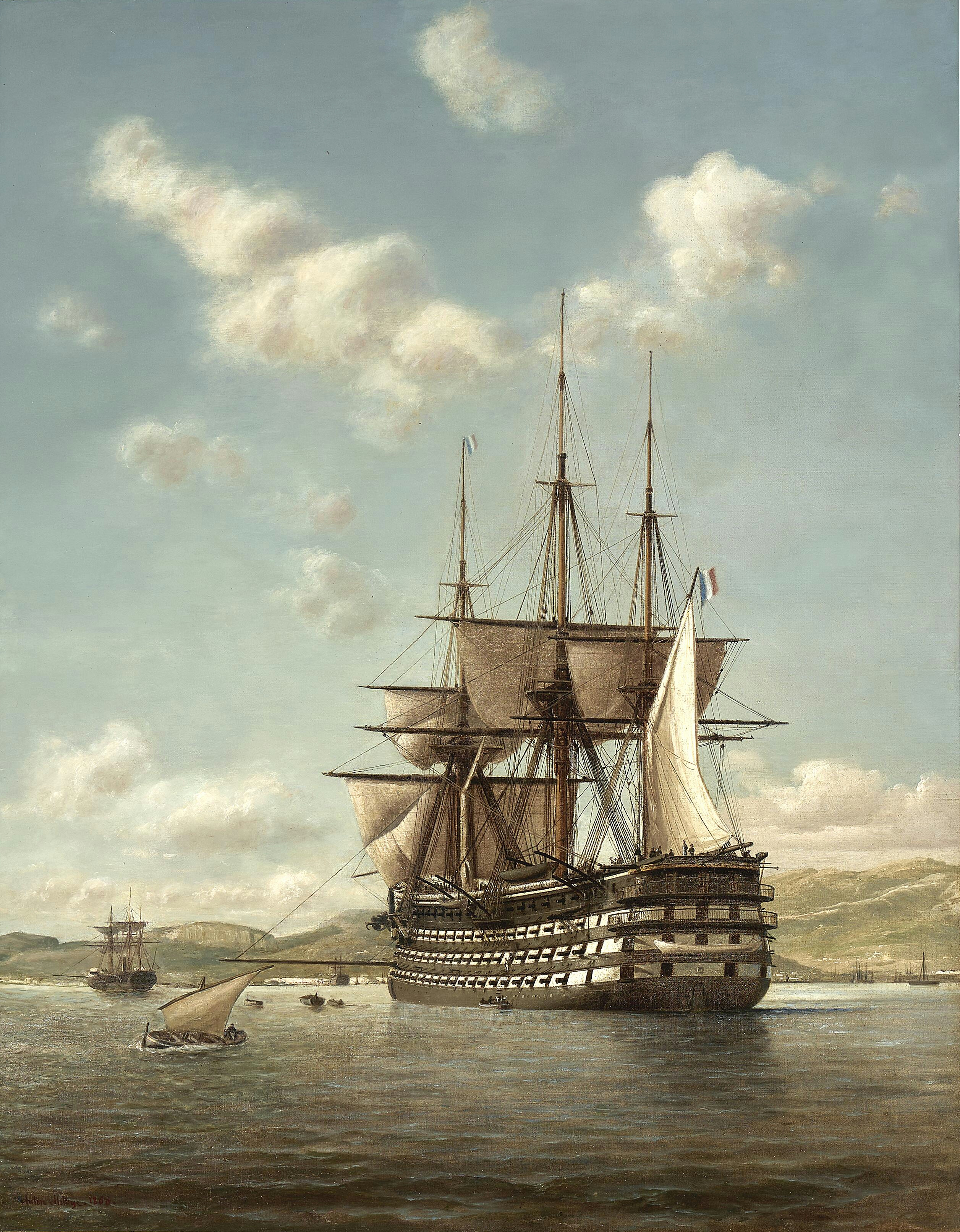
La Bretagne en rade de Toulon vers 1860, peinture de Anton Melbye

En octobre 1860, elle appareille pour Gaète et l'embouchure du Garigliano sous les ordres du vice-amiral Adelbert Lebarbier de Tinan, pour s'opposer à l'attaque sarde contre les napolitains. L'année suivante sera passée en Méditerranée occidentale à évacuer les troupes françaises déployées en Syrie, avant de repartir pour Toulon.
En 1865, le vaisseau est transformé en caserne pour novices et apprentis marins, à la suite de quoi la machine est débarquée. La Bretagne sera rayé des listes de la flotte en 1866 pour servir d'école aux novices et apprentis marins en rade de Brest. Le navire subit une modification de son artillerie en 1869 afin de l'adapter à son nouvel usage. La corvette Galathée de 30 canons lui sert d'annexe, après avoir été celle du Borda. Il est définitivement rayé fin 1879, puis échange son nom et son matériel avec le Ville de Bordeaux le 28 janvier 1880, avant d'être remorqué à Landévennec avant démolission.
Hervé Burel, paysan léonard qui fut marin à bord du Bretagne lorsque celui-ci servait de navire-école en rade de Brest, décrit ainsi la vie à bord : « Bafoués, injuriés, maltraités de toutes les manières par les instructeurs, punis de toutes les façons pour la moindre chose : voilà la condition du matelot sur ce vaisseau-école. (...) On nous fait crier trois fois "Vive le commandant de Quillebecq !" (...). Certains d'entre nous n'étaient pas très heureux de crier que vive ce commandant qui (...) pendant six mois nous avait laissé humilier et punir ! (...) Adieu bagne flottant ! »
.

## Galerie d'images

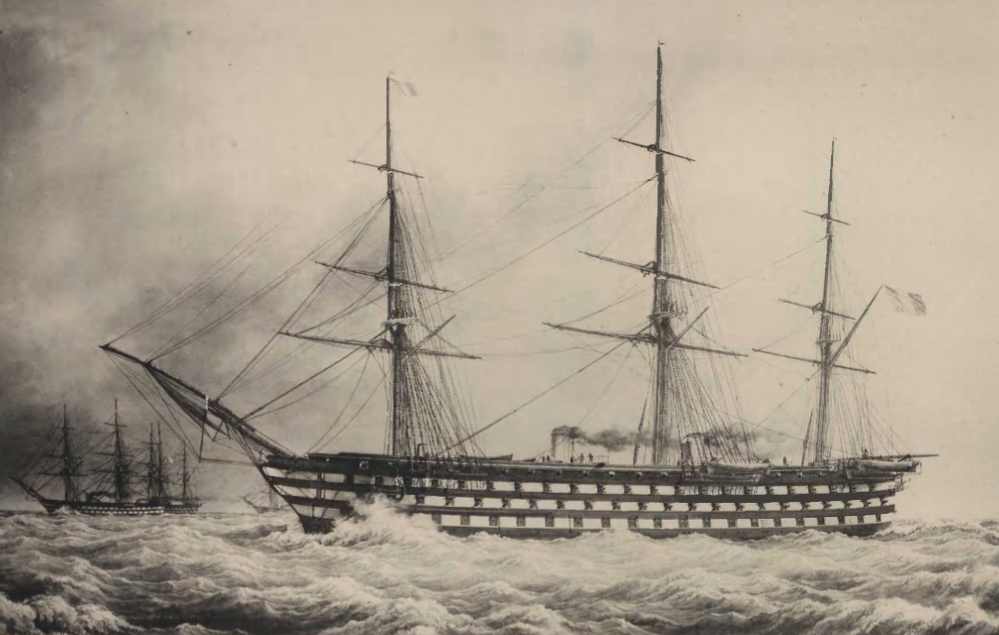
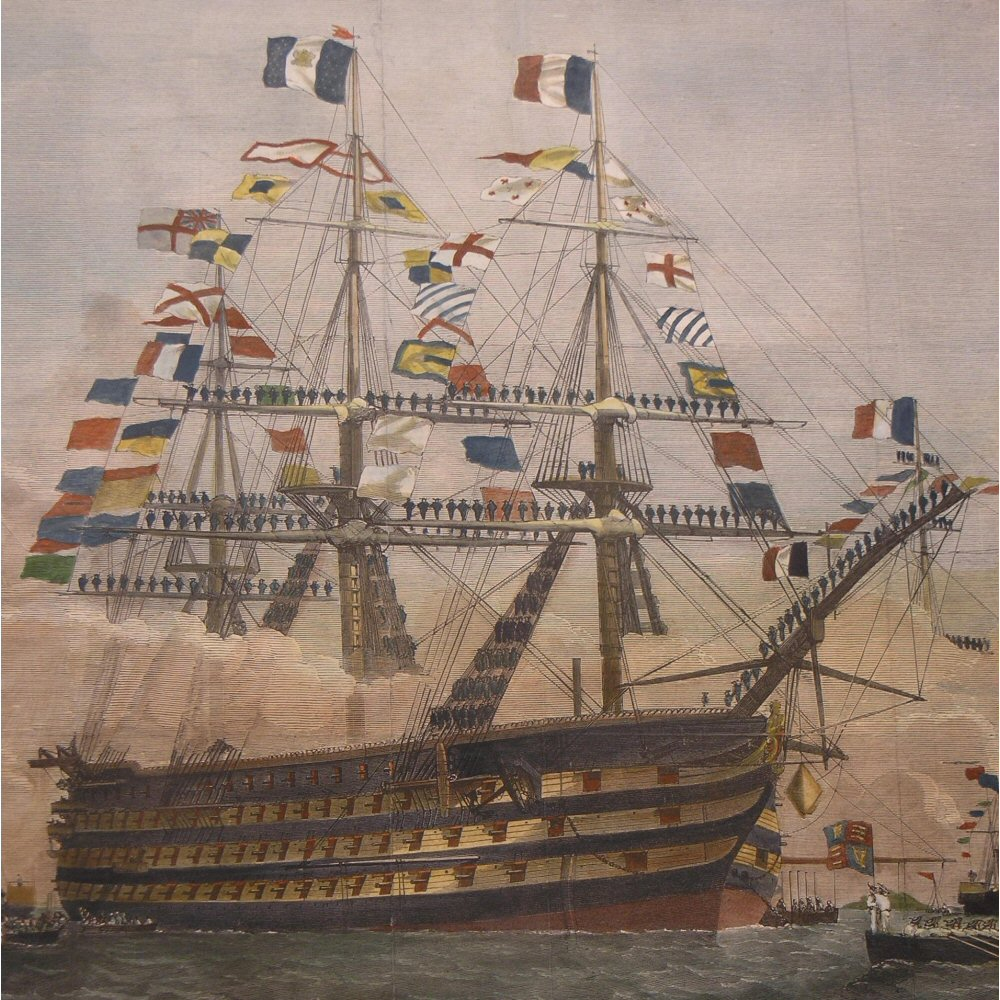
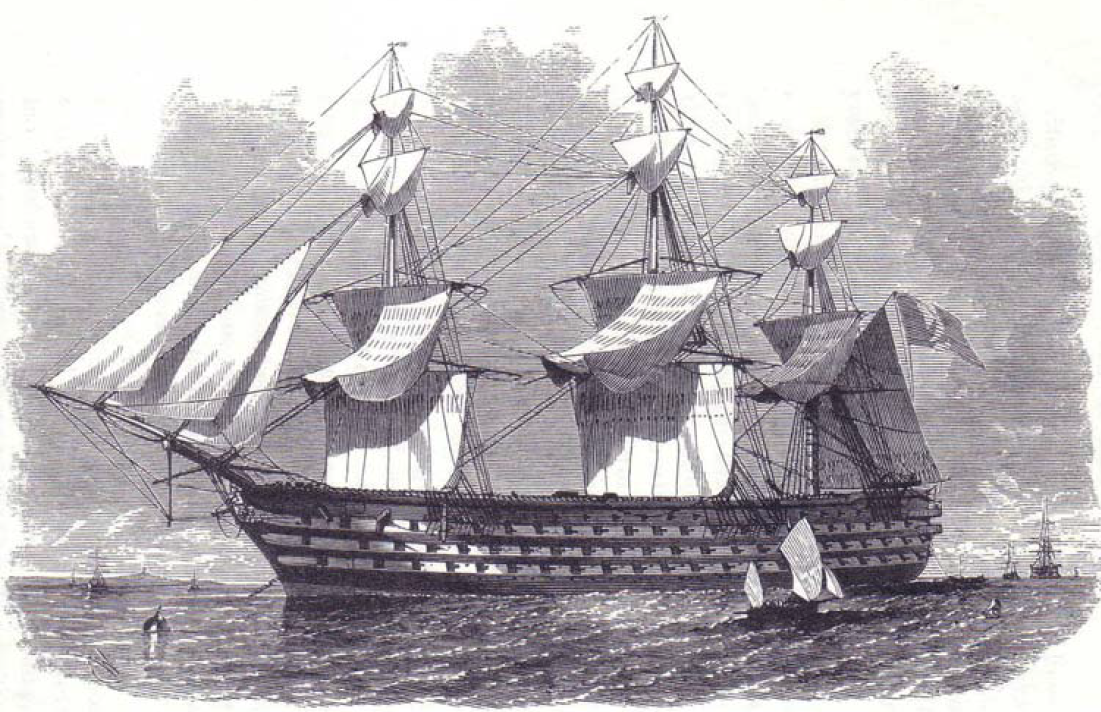
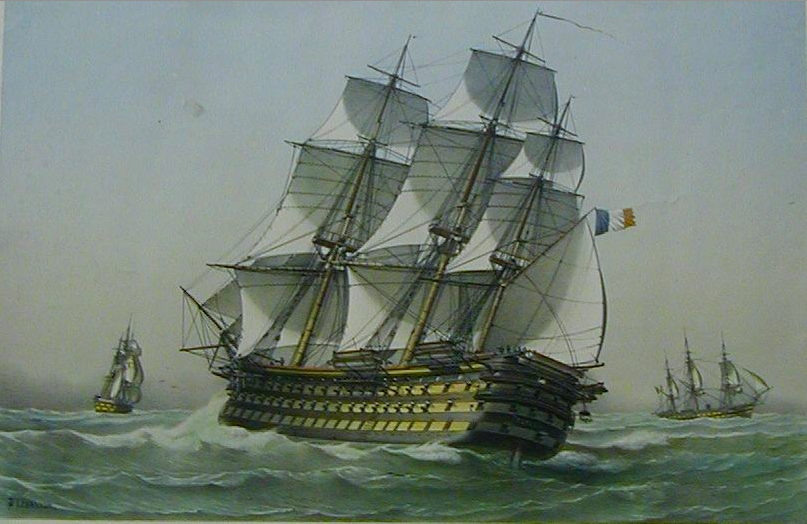
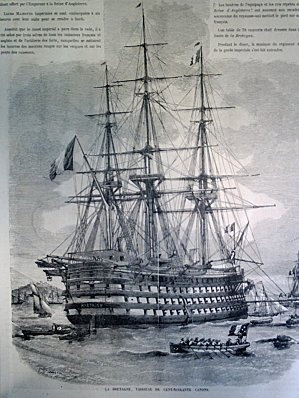
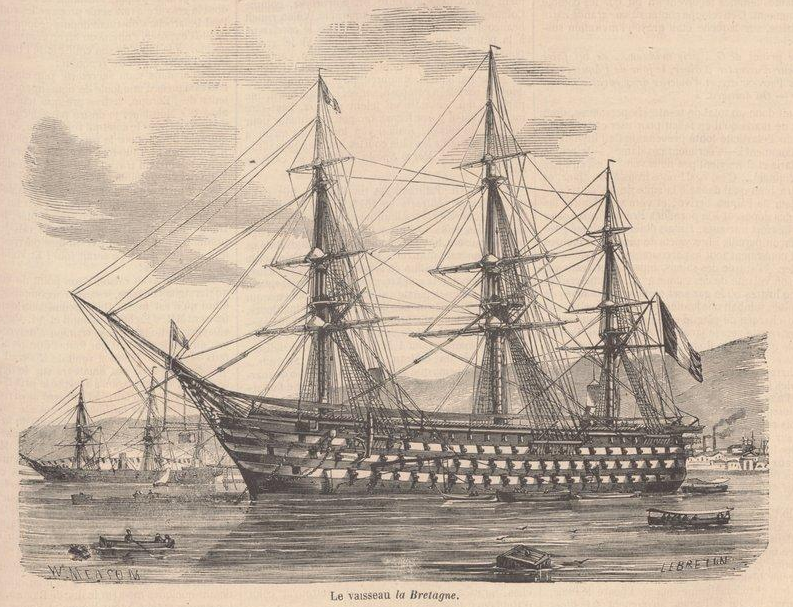